# فنلاند در المپیک
کشور فنلاند در بازی‌های المپیک توانسته ۳۰۲ مدال در بازی‌های المپیک تابستانی و ۱۵۶ مدال در بازی‌های المپیک زمستانی کسب کند.

## جدول مدال‌ها بر پایه بازی‌ها

### بازی‌های المپیک تابستانی
| بازی              | ورزشکار | طلا | نقره | برنز | مجموع | رتبه |
| ۱۹۰۸ لندن         | ۶۷      | ۱   | ۱    | ۳    | ۵     | ۱۳   |
| ۱۹۱۲ استکهلم      | ۱۶۴     | ۹   | ۸    | ۹    | ۲۶    | ۴    |
| ۱۹۲۰ آنتورپ       | ۶۳      | ۱۵  | ۱۰   | ۹    | ۳۴    | ۴    |
| ۱۹۲۴ پاریس        | ۱۲۱     | ۱۴  | ۱۳   | ۱۰   | ۳۷    | ۲    |
| ۱۹۲۸ آمستردام     | ۶۹      | ۸   | ۸    | ۹    | ۲۵    | ۳    |
| ۱۹۳۲ لس آنجلس     | ۴۰      | ۵   | ۸    | ۱۲   | ۲۵    | ۷    |
| ۱۹۳۶ برلین        | ۱۰۸     | ۷   | ۶    | ۶    | ۱۹    | ۵    |
| ۱۹۴۸ لندن         | ۱۲۹     | ۸   | ۷    | ۵    | ۲۰    | ۶    |
| ۱۹۵۲ هلسینکی      | ۲۵۸     | ۶   | ۳    | ۱۳   | ۲۲    | ۸    |
| ۱۹۵۶ ملبورن       | ۶۴      | ۳   | ۱    | ۱۱   | ۱۵    | ۱۳   |
| ۱۹۶۰ رم           | ۱۱۷     | ۱   | ۱    | ۳    | ۵     | ۱۷   |
| ۱۹۶۴ توکیو        | ۸۹      | ۳   | ۰    | ۲    | ۵     | ۱۲   |
| ۱۹۶۸ مکزیکو سیتی  | ۶۶      | ۱   | ۲    | ۱    | ۴     | ۲۴   |
| ۱۹۷۲ مونیخ        | ۹۶      | ۳   | ۱    | ۴    | ۸     | ۱۴   |
| ۱۹۷۶ مونترال      | ۸۳      | ۴   | ۲    | ۰    | ۶     | ۱۱   |
| ۱۹۸۰ مسکو         | ۱۰۵     | ۳   | ۱    | ۴    | ۸     | ۱۲   |
| ۱۹۸۴ لس آنجلس     | ۸۶      | ۴   | ۲    | ۶    | ۱۲    | ۱۵   |
| ۱۹۸۸ سئول         | ۷۸      | ۱   | ۱    | ۲    | ۴     | ۲۵   |
| ۱۹۹۲ بارسلون      | ۸۸      | ۱   | ۲    | ۲    | ۵     | ۲۹   |
| ۱۹۹۶ آتلانتا      | ۷۶      | ۱   | ۲    | ۱    | ۴     | ۴۰   |
| ۲۰۰۰ سیدنی        | ۷۰      | ۲   | ۱    | ۱    | ۴     | ۳۱   |
| ۲۰۰۴ آتن          | ۶۲      | ۰   | ۲    | ۰    | ۲     | ۶۲   |
| ۲۰۰۸ پکن          | ۵۸      | ۱   | ۱    | ۲    | ۴     | ۴۴   |
| ۲۰۱۲ لندن         | ۵۶      | ۰   | ۱    | ۲    | ۳     | ۶۰   |
| ۲۰۱۶ ریو د ژانیرو |         |     |      |      |       |      |
| ۲۰۲۰ توکیو        |         |     |      |      |       |      |
| مجموع             | مجموع   | ۱۰۱ | ۸۴   | ۱۱۷  | ۳۰۲   | ۱۴   |